# NFL sezona 1941.
NFL sezona 1941. je 22. po redu sezona nacionalne lige američkog nogometa. 
Sezona je počela 7. rujna 1941. Utakmica za naslov prvaka NFL lige odigrana je 21. prosinca 1941. u Chicagu u Illinoisu na stadionu Wrigley Field. U njoj su se sastali pobjednici istočne divizije New York Giantsi i pobjednici zapadne divizije Chicago Bearsi. Pobijedili su Bearsi rezultatom 37:9 i osvojili svoj peti naslov prvaka NFL-a.

## Poredak po divizijama na kraju regularnog dijela sezone
| Istočna divizija    |     |     |     |      |     |     |
| Momčad              | Pob | Por | Ner | %    | P+  | P-  |
| New York Giants*    | 8   | 3   | 0   | 72,7 | 238 | 114 |
| Brooklyn Dodgers    | 7   | 4   | 0   | 63,6 | 158 | 127 |
| Washington Redskins | 6   | 5   | 0   | 54,5 | 176 | 174 |
| Philadelphia Eagles | 2   | 8   | 1   | 20,0 | 119 | 218 |
| Pittsburgh Steelers | 1   | 9   | 1   | 10,0 | 103 | 276 |

| Zapadna divizija  |     |     |     |      |     |     |
| Momčad            | Pob | Por | Ner | %    | P+  | P-  |
| Chicago Bears*    | 10  | 1   | 0   | 90,9 | 396 | 147 |
| Green Bay Packers | 10  | 1   | 0   | 90,9 | 258 | 120 |
| Detroit Lions     | 4   | 6   | 1   | 40,0 | 121 | 195 |
| Chicago Cardinals | 3   | 7   | 1   | 30,0 | 127 | 197 |
| Cleveland Rams    | 2   | 9   | 0   | 18,2 | 116 | 244 |

Napomena: * - pobjednici konferencije, % - postotak pobjeda, P± - postignuti/primljeni poeni

## Doigravanje

### Doigravanje za pobjednika Zapadne divizije
- 14. prosinca 1941. Chicago Bears - Green Bay Packers 33:14

### Prvenstvena utakmica NFL-a
- 21. prosinca 1941. Chicago Bears - New York Giants 37:9

## Statistika

### Statistika po igračima

#### U napadu
- Najviše jarda dodavanja: Cecil Isbell, Green Bay Packers - 1479
- Najviše jarda probijanja: Clarence Manders, Brooklyn Dodgers - 486
- Najviše uhvaćenih jarda dodavanja: Don Hutson, Green Bay Packers - 738

#### U obrani
- Najviše presječenih lopti: Marshall Goldberg, Chicago Cardinals i Art Jones Pittsburgh Steelers - 7

### Statistika po momčadima

#### U napadu
- Najviše postignutih poena: Chicago Bears - 396 (36,0 po utakmici)
- Najviše ukupno osvojenih jarda: Chicago Bears - 378,0 po utakmici
- Najviše jarda osvojenih dodavanjem: Chicago Bears - 182,0 po utakmici
- Najviše jarda osvojenih probijanjem: Chicago Bears - 196,0 po utakmici

#### U obrani
- Najmanje primljenih poena: New York Giants - 114 (10,4 po utakmici)
- Najmanje ukupno izgubljenih jarda: New York Giants - 216,2 po utakmici
- Najmanje jarda izgubljenih dodavanjem: Pittsburgh Steelers - 106,2 po utakmici
- Najmanje jarda izgubljenih probijanjem: Chicago Bears - 97,8 po utakmici

## Vanjske poveznice
- Pro-Football-Reference.com, statistika sezone 1941. u NFL-u
- NFL.com, sezona 1941.